# Colpotrochia melanosoma
Colpotrochia melanosoma är en stekelart som beskrevs av Morley 1913. Colpotrochia melanosoma ingår i släktet Colpotrochia och familjen brokparasitsteklar. Inga underarter finns listade i Catalogue of Life.